# State of Independence
State of Independence è un singolo del duo britannico Jon & Vangelis, pubblicato nel 1981 come estratto dal secondo album in studio The Friends of Mr. Cairo.

## Cover

### Versione di Donna Summer
La cantante statunitense Donna Summer ha realizzato una cover del brano nel 1982, pubblicata come secondo singolo estratto dal decimo album in studio Donna Summer.
Nel 1990 ci fu una riedizione per il mercato europeo inclusa nella raccolta The Best of Donna Summer e nel 1996 ci fu un'altra riedizione in versione remix.

### Altre cover
- I Moodswings hanno realizzato una cover del brano nel 1992 modificando il titolo in Spiritual High (State of Independence) Pt. II.

- Andrea Corr ha realizzato una cover del brano nel 2011, inserita nell'album Lifelines.